# Anișoara Sorohan
Anișoara Sorohan   (Târgu Frumos, 9 de febrer de 1963), de casada Minea, és una remadora romanesa, ja retirada, que va competir durant la dècada de 1980.
El 1984 va prendre part en els Jocs Olímpics d'Estiu de Los Angeles, on va guanyar la medalla d'or en la prova del quàdruple scull amb timoner del programa de rem. Formà equip amb Maricica Țăran, Ioana Badea, Sofia Corban i Ecaterina Oancia. Quatre anys més tard, als Jocs de Seül, va guanyar la medalla de bronze en la prova del quàdruple scull, aquesta vegada formant equip amb Anişoara Bălan, Veronica Cogeanu i Elisabeta Lipă.
En el seu palmarès també destaquen dues medalles al Campionat del món de rem, de bronze el 1985 i de plata el 1986, sempre en el quàdruple scull.